# Gare de Vellereille-le-Sec
La gare de Vellereille-le-Sec est une ancienne halte ferroviaire belge de la ligne 109, de Cuesmes à Chimay, située à Vellereille-le-Sec, ancienne commune rattachée à celle d'Estinnes dans la province de Hainaut en région wallonne.
Mise en service en 1891 par l'administration des chemins de fer de l'État Belge, elle ferme le 30 septembre 1962 aux voyageurs et en 1987 aux marchandises. Le bâtiment de la gare a été transformé en logements.

## Situation ferroviaire
Établie à 94 m d'altitude, la gare de Vellereille-le-Sec était située au point kilométrique (PK) 12.1 de la ligne 109, de Cuesmes à Chimay, entre les gares de Harmignies et d'Estinnes.

## Histoire
Le point d'arrêt de Vellereille-le-Sec entre en service en 1891.
Il devient une halte et la construction du bâtiment des recettes de plan type 1893 est adjugée le 12 septembre 1895 à la station de Mons au prix de 3 268,41 francs. Ce prix, en comparaison de celui d'autre bâtiments de ce type indique que le bâtiment de 7 travées avec corps de logis et dépendances a été construit en plusieurs étapes : un bâtiment complet comme celui de la gare de Thieu adjugé la même semaine coûtant au-moins 13 000 francs alors qu'une aile ne contenant que la salle d'attente et le bureau avoisinent les 3 000 à 4 000 francs.
Les photographies du bâtiment montrent une façade en briques apparentes, sans décorations, avec des linteaux et un bandeau et un soubassement réalisés en pierre. Le corps de logis à étages est complété par une aile en "L" abritant les dépendances et les toilettes. L'aile principale, de six travées, se prolonge par une partie aux matériaux différents (dont les tuiles du toit) qui servait d'entrepôt avant d'être transformée en garage puis démolie lors d'une rénovation du bâtiment dans les années 2010.
La section de Cuesmes à Lobbes perd ses trains de passagers le 30 septembre 1962. La section entre Vellereille-le-Sec et Bienne-lez-Happart ne voit plus passer le moindre train et est démantelée dans la foulée. La desserte marchandises de Vellereille prend fin en 1982 et la voie est démantelée.

## Patrimoine ferroviaire
Le bâtiment des recettes de la gare a été reconverti en logements. Une nouvelle rénovation a été entreprise dans les années 2010.
Une maison de garde-barrière du type au plan en "T" est également présente à proximité.